# 靜岡縣護國神社
靜岡縣護國神社（しずおかけんごこくじんじゃ）は、静岡県静岡市葵区に所在する神社である。神紋は「丸に桜」。明治維新から大東亜戦争（太平洋戦争）における静岡県出身および所縁の戦没者・殉死者7万6千余柱を祀る。
戦時中までは内務省指定護国神社（県社格）であり、国(官)と神社が分離した戦後は新規創設された神社本庁の包括下となり個別の宗教法人認証を受け設立登記、昭和28年（1953年）5月29日に神社本庁における別表神社に加列(取扱の類別)した。
社務所2階の戦没者遺品館は駐車場に建設移転した新つつじ会館(静岡県遺族会事務局併設)に移設、戦没英霊の遺品や戦時記念品約千点と戦没者遺影(掲出事業篤志協賛)を展示している。

## 沿革
- 明治10年（1878年）-静岡浅間神社(国幣小社、駿河総社)にて官軍兵士戦没者の招魂祭(含、慰霊)が斎行、同神社の社殿群一隅で祭祀継続
- 駿河伊豆浜松の三地域で個別に戦没者招魂祭(含、慰霊)が斎行されていた
- 明治20年代末、一県一社の招魂社(維新志士死者、戦没者慰霊の社)を建設する機運が高まる
- 明治32年（1899年）11月13日- 官民一体で共に祭る「共祭招魂社」として静岡市北番町に創建※創立
- 昭和14年（1939年）4月1日- 内務省指定「靜岡縣護國神社」と改称
- 昭和17年（1942年）10月8日- 旧境内地(静岡市内中心部)の狭隘により現在地を選定して新築移転遷座
- 昭和21年（1946年）3月28日‐ 宗教法人法による宗教法人として発足
- 昭和22年（1947年）- 戦後の世情動静に鑑み「靜霊神社/しずたまじんじゃ」と改称
- 昭和27年（1952年）12月- 宗教法人として県知事の認証を受け登記完了※設立
- 昭和28年（1953年）-「靜岡縣護國神社」と復称、所属(被包括)の神社本庁にて別表神社に加列
- 昭和32年（1957年）10月25日 - 昭和天皇、香淳皇后が行幸啓。第一鳥居前で拝礼。地方の護国神社における拝礼は戦後初のケースとなった[1]。
- 昭和53年（1978年）- 旧社務所老朽化と狭小により社務所新築、竣工
- 平成10年（1998年）10月22日、23日- 御鎮座百年奉祝大祭を斎行
- 平成30年（2018年）10月22日、23日- 御鎮座百二十年奉祝大祭を斎行

## 主な祭事
- 歳旦祭-1月1日
- 元始祭‐1月3日
- 節分祭-2月3日
- 紀元祭-2月11日
- 祈年祭-2月17日
- 天長祭-2月23日
- 静岡県陸軍戦没者慰霊祭-3月10日
- 昭和祭-4月29日
- 菖蒲祭-5月5日
- 静岡県海軍戦没者慰霊祭-5月27日
- 御田植祭(於、神饌田)-6月吉日
- 夏越大祓式(茅の輪くぐり)-6月30日
- 七夕祭-7月1週目吉日
- 万灯みたま祭-8月13日～15日
- 英霊顕彰祭-8月15日
- 抜穂祭(於、神饌田)-10月吉日
- 収穫奉告祭-抜穂祭同日

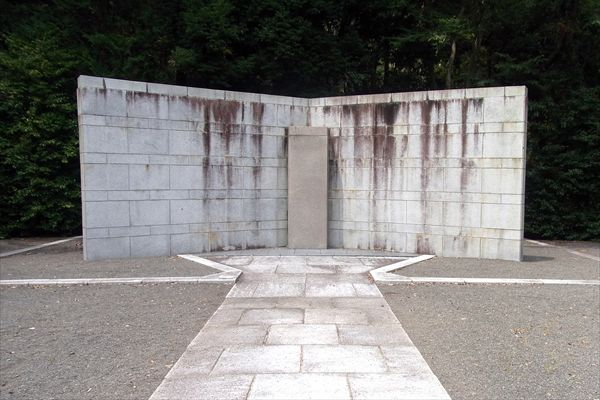
境内に建立された『静岡県戦没戦災死者慰霊標』

境内に建立された『静岡県戦没戦災死者慰霊標説明文』（左）と『終戦50周年平和祈念事業改修記念碑』（右）

- 霊璽奉安祭(合祀祭)-10月21日 ※合祀ある時のみ
- 例祭「慰霊大祭」-10月22日、23日
- 明治祭-11月3日
- 創立記念祭-11月13日
- 七五三祭-11月15日
- 新嘗祭-11月23日
- 御煤払祭-12月13日
- 年越大祓式-12月31日
- 除夜祭-12月31日
- 月始祭-毎月1日 ※元日は歳旦祭
- 月次祭-毎月13日 ※11月は創立記念祭
- 命日祭-毎月数回、及び祥月命日に随時執行
- 各部隊慰霊祭-恒例日 ※公式web参照

## 開閉時間
一般的な参拝は社殿6時開門から17時閉門(春夏季18時閉門)まで
※閉門後は少し離れた位置で参拝可 ≒24時間営業(ビジネスプロフィールはこの表記しかできないため)
※社務所の業務対応時間(＝入店可能時間)は公式ウェブページに詳述